# Pes za varovanje
Pes za varovanje je izšolan za obrambo in napad ozemlja, premoženja ali osebe na ukaz, na pogled oz. na provokacijo. Pse za varovanje so uporabljali skozi celotno zgodovino, v sedanjosti pa jih uporablja policija, vojska in varnostne službe.

## Zgodovina
Že zgodaj v zgodovini so začeli usposabljati pse za napad na tarčo. Ena izmed prvih bitk, ko se omenjajo psi, je bila bitka med Atenami in Kartagino, ko so imeli psi za nalogo, da opozorijo vojsko, če se je sovražnik približal. Rimljani so pse prvič uporabili v bitki za Vercellae. Napoleon pa jih izšola za tako vlogo kot jo imajo v sedanjosti in sicer za stražo. V Združenih državah Amerike pa jih prvič uporabijo po ukazu Benjamina Franklina. V Južni Afriki pa v okviru apartheida, ko južnoafriške obrambne sile pošljejo volčje pse hibride za boj proti gverilcem.

## Usposabljanje
Pes za varovanje je šolan za razliko od psa za stražo, ki le opozori na vsiljivca, za lov, prijem, poškodovanje in v skrajnem primeru tudi za smrt tarče. Taki psi so izurjeni, da ustrezno odreagirajo glede na situacijo. V okviru šolanja so izpostavljeni strelom, prometu in drugim motečim dejavnikom, da bi bila njihova učinkovitost največja. Trening napada izzove divjost v psih; ameriška raziskava iz leta 1975 pokaže, da je 10% napadov psov na osebo, povzročenih od psov, ki so bili podrvženi treningu napada. Psi za varovanje usposobljeni za vojaške namene, pogosto imenovani tudi patruljni psi, se lahko natrenirajo tudi za opravljanje nalog odkrivanja eksplozivov. Vojaški izvajalci so oddelek za obrambo oskrbovali s skoraj toliko patruljami in psi za odkrivanje eksplozivov kot z vladnimi vlaki v nedavnih vojnah na Bližnjem vzhodu.

## Uporaba
Sodobne vojaške skupine jih uporabljajo predvsem za stražo. Psi so usposobljeni, da branijo svoj teritorij in napadejo morebitne vsiljivce. Poročali so pa tudi že, da so jih uporabljali za psihološko mučenje zoper vojne ujetnike. Poleg tega pa jih policija po celem svetu uporablja za prijetje in obvladovanje (glej policijski pes). Trenirani so za prepoznavanje primerov, ko so ljudje v nevarnosti in da se znajo v takih primerih ustrezno odzvati. Policijski psi so šolani, da tarčo primejo in da ji pri tem povzročijo čim manj poškodb. Danes psi za varovanje usposobljeni na vojaški ravni lahko živijo zunaj vojske tudi normalno življenje kot družinski pes. Taki elitni psi lahko stanejo tudi več sto tisoč ameriških dolarjev.

## Seznam pasem, ki se najpogosteje uporabljajo kot psi za varovanje
- Airedalec (Anglija)
- Akita Inu (Japonska)
- Ameriški buldog (Združene države Amerike)
- Anatolski ovčar (Turčija)
- Beauceron (Francija)
- Malinois (Belgija)
- Črni ruski terier (Rusija)
- Boerboel (Južna Afrika)
- Flandrijski govedar (Belgija)
- Bokser (Nemčija)
- Bulmastif (Anglija)
- Bull terier (Anglija)
- Cane Corso (Sicilija)
- Kanarska doga (Španija)
- Kavkaški ovčar (Georgia)
- Chow chow (Kitajska)
- Combai (Indija)
- Doberman (Nemčija)
- Argentinska doga (Argentina)
- Bordojska doga (Francija)
- Nizozemski ovčar (Nizozemska)
- Angleški mastif (Anglija)
- Brazilska fila (Brazilija)
- Nemški ovčar (Nemčija)
- Veliki Šnavcer (Nemčija)
- Hovawart (Nemčija)
- Kangal (Turčija)
- Komondor (Madžarska)
- Kaikadi (pes) (Indija)
- Kuvasz (Madžarska)
- Leonberžan (Nemčija)
- Neapeljski mastif (Italija)
- Maremsko-abruški ovčar (Italija)
- Pit bull (ZDA)
- Rajapalayam (Indija)
- Rodezijski grebenar (Afrika)
- Rottweiler (Nemčija)
- Šarplaninec (Albanija / Makedonija / Kosovo / Srbija)
- Šar pej (Kitajska)
- Schipperke (Flandrija, Belgija)
- Kanarski mastif (Španija)
- Standardni šnavcer (Nemčija)
- Tibetanski mastif (Kitajska)
- Tornjak (Bosna in Hercegovina / Hrvaška)
- Tosa inu (Japonska)

## Seznam ostalih pasem, ki se tudi uporabljajo kot psi za varovanje
Nekatere niso AKC ali UKC priznane, nekaj od njih pa FCI nepriznanih, vendar imajo vse svoje vzreditelje.
- Maroški pastirski pes - aidi (Afrika)
- Airedalec  (Anglija)
- Alano Espanol  (Španija)
- Appenzelski planšarski pes (Švica)
- Avstralski govedar (Avstralija)
- Avstralski ovčar (Združene države Amerike)
- Ameriški eskimski špic (Nemčija)
- Bandog  (Združene države Amerike)
- Beauceron  (Francija)
- Bergamski ovčar  (Italija)
- Briard (France)
- Bull Terier (Anglija)
- Cão de Castro Laboreiro (Portugalska)
- Kavkaški ovčar   (Gruzija)
- Borderski ovčar  (Škotska)
- Broholmer    (Danska)
- Nizozemski ovčar (Nizozemska)
- Nemški kratkodlaki ptičar (Nemčija)
- Nemški žimavec (Nemčija)
- Nemška doga  (Nemčija)
- Pirenejski planinski pes  (Francija)
- Veliki švicarski planšarski pes (Švica)
- Hovawart (Nemčija)
- Islandski ovčar  (Islandija)
- Karelijski medvedar  (Finska)
- Kerryjski modri terier (Irska)
- Komondor (Madžarska)
- Maremsko-abruški ovčar   (Italija)
- Romunski ovčar   (Romunija)
- Moskovski čuvaj    (Rusija)
- Majorški buldog (Španija)
- Bernardinec   (Švica)
- Schipperke (Flandrija, Belgija)
- Ovčar Shiloh (Združene države Amerike)
- Weimarski ptičar  (Nemčija)
- Standardni šnavcer (Nemčija)